# Oxyura vittata
Pato-de-rabo-alçado-patagónico ou marreca-rabo-de-espinho (Oxyura vittata), também conhecida popularmente como marreca-pé-na-bunda, é uma ave anseriforme da família Anatidae.

## Características
A marreca-rabo-de-espinho é uma ave pequena, medindo aproximadamente 40 cm de comprimento e pesando cerca de 640 gramas. Apresenta dimorfismo sexual: o macho possui a cabeça negra, plumagem do corpo castanho-avermelhada e bico azul; a fêmea possui plumagem do corpo castanho-escura, pescoço branco, coroa e faixa os lados da cabeça negras.
A principal característica desta espécie é o tamanho avantajado de seu pênis intromitente que, em proporção ao tamanho do corpo, é o maior de todos os vertebrados. O pênis da marreca-rabo-de-espinho é espiral, aproximadamente igual em comprimento ao de um avestruz, e possui uma textura espinhosa e semelhante a uma escova. A fêmea, por uma vez, possui uma vagina espiral em sentido oposto. Pouco é conhecido sobre o ato sexual desta espécie.
É encontrada no Chile e Argentina, migrando no inverno para o sul do Brasil e Paraguai. Passa a maior parte do tempo na água e raramente voa.